# Hoàng Chân Y (phim)
Hwang Jin Yi (Hangul: 황진이 Hanja: 黃眞伊, Hán Việt: Hoàng Chân Y) là một bộ phim truyền hình Hàn Quốc phát sóng trên đài KBS2 từ 11-10-2006 đến 28-12-2006. Bộ phim kể về cuộc đời một kĩ nữ nổi tiếng vào thế kỉ 16 của Triều Tiên, con đường theo đuổi nghệ thuật ca múa của cô và nhưng khó khăn khi phải đương đầu với xã hội của một kĩ nữ thân phận thấp hèn.
- Biên kịch: Yoon Sun Joo
- Đạo diễn: Kim Chul Kyu

## Diễn viên
- Ha Ji Won vai Hwang Jin Yi, sau đổi thành Myung Wol
- Shim Eun Kyung vai Hwang Jin Yi ngày nhỏ
- Kim Jae Won vai Kim Jung Han
- Kim Young Ae vai Im Baek Moo
- Wang Bit Na vai Bu Yong
- Ryu Tae Joon vai Baek Kye Soo
- Jang Geun Suk vai Kim Eun Ho (người yêu đầu của Hwang Jin Yi)

## Giải thưởng
- Nữ diễn viên xuất sắc nhất của KBS (Ha Ji Won)